# Våldspornografi
| Våldspornografi |
| --- |
| - Betydelse – material som presenterar underhållningsvåld för sexuell upphetsning - Bakgrund – 1969 (i svensk text) - Relaterade begrepp – BDSM, erotisk förnedring, pornografi, sadomasochism, våldtäktsfantasi |

Våldspornografi (våldsporr) är filmer, bilder eller populärlitterära verk med erotiserat underhållningsvåld, det vill säga våld som något sexigt och upphetsande. Det är en form av hårdpornografi, och ordet finns i svensk text sedan 1969. Utpräglad våldspornografi är en nisch inom pornografin, men inslag av våld kan även förekomma inom andra typer av pornografi.
Erotiska maktspel – med våld, aggression, tvång, hot, erotisk förnedring och dominans/underkastelse – är ett kontroversiellt ämne, och inom heterosexuell pornografi är det oftast kvinnor som blir föremål för handlingarna. Vissa ser detta som övergrepp och del av manssamhällets förtryck av kvinnor. Olika undersökningar antyder dock att fler kvinnor än män möjligen konsumerar denna typ av pornografi (åtminstone bland porrkonsumenterna av respektive kön). Handlingarna förekommer även inom BDSM-subkulturen och har kopplingar till vanliga sexuella fantasier (inklusive fantasier om att bli tvingad till sex). Våld och aggression inom pornografin anses ofta inspirera till "hårt sex" i vardagliga relationer.

## Karaktär

### Funktion och effekter
I våldspornografi presenteras sexuella aktiviteter där den ena parten hanteras hårt, aggressivt eller förnedrande. Olika slag av våldsamma handlingar, tvång eller hot kan ingå, och även grovt språk kan komplettera våldet. Ibland simuleras regelrätta våldtäkter eller liknande övergrepp.

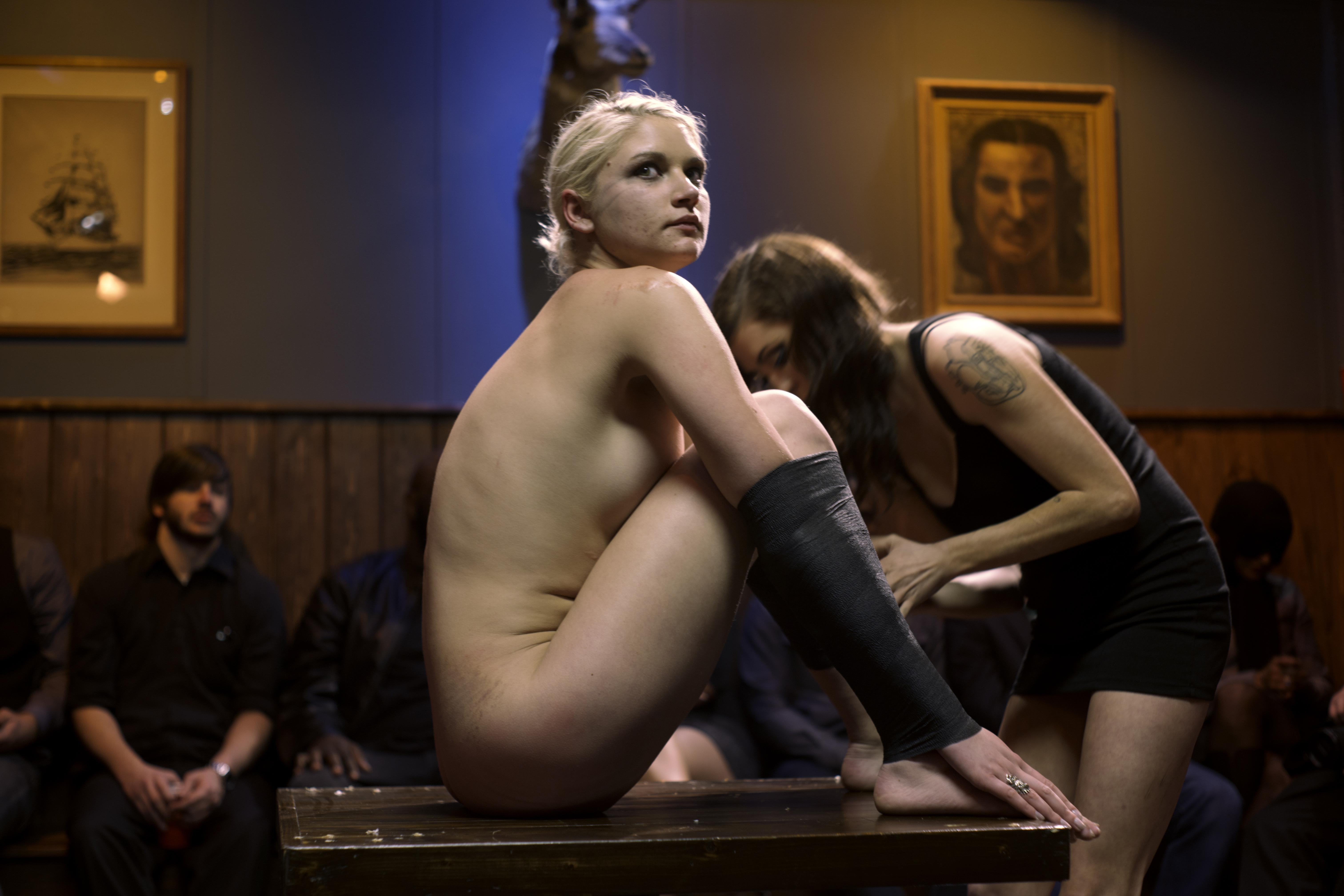
Inför tagning, vid inspelning av BDSM-pornografi hos Kink.com. Scenen förbereds av Princess Donna.

Ibland skiljer man mellan olika perspektiv, där det grövsta våldet kan simulera kidnappning, slaveri och tortyr. Våld och tvång är ett vanligt inslag i BDSM-subkulturen, där man lever ut sexuella fantasier omkring dominans, över- och underordning och förnedring. Det är ett sexuellt rollspel med särskilda spelregler, och förutsedd smärta ses här ofta som positivt och en del av det sexuella utlevandet. Vissa porrskådespelare menar att utlevandet av en undergiven sexualitet även kan rensa hjärnan från störande tankar.
Våldet kan i våldspornografi presenteras som kontrollerande struptag eller att man håller fast någons hår. Slag med öppen handflata mot ansiktet (örfil) eller bröst eller rumpa (risbastu) förekommer, liksom grovt språk, spottande och aggressiva eller djupa former av oralsex (irrumatio – ofta beskrivet som facefucking respektive deep throat). Fokuset ligger i en hel del våldspornografi på mottagarens ansikte, utifrån föreställningen att pornografisk konsumtion ofta syftar på individens önskan till att bli accepterad av en annan människa, om än bara i form av en sexuell önskedröm. Dominerande handlingar kan därför bemötas med ett ansikte som uttrycker uppmuntran (mer!), acceptans (okej då…) eller avståndstagande (vill inte!), men i alla tre fallen ges ett facit om att handlingen verkligen kan genomföras och uppfylla konsumentens längtan. Ansiktsuttryck och blickar hos skådespelaren som ger den undergivna rollprestationen förmedlar ofta antingen rädsla, smärta, obehag eller passiv underkastelse, ibland även gråt, förtvivlan eller ren skräck. En bedjande blick kan uttrycka eller förstärka maktskillnaden i scenen.
Skådespelerskan spelar inom våldspornografin ofta rollen som den ständigt tillgängliga kvinnan, så realistiskt som möjligt – trots handlingarnas (i en annan kontext) motbjudande innehåll. Genom att utsätta kvinnans ansikte för en mängd aggressiva handlingar, ökas avhumaniseringen av henne. Detta scenario anses kunna minska den postorgastiska skammen hos konsumenten, men även inspirera till ett misogynt beteende i dennes övriga liv. Tanken ses ibland som generell för all pornografi.
Sociologen Natalie Purcell ser sadismen som grundläggande för konsumentens sexuella upphetsning genom all slags pornografi. Däremot skiljer hon mellan sadismen inom pornografin och sadismens uttryck i utövande av BDSM (utanför pornografin); hon menar att sadismen inom pornografin handlar om "absolut dominans", ett lidande som måste framstå för konsumenten som ett lidande. Detta kontrasterar Purcell emot BDSM-handlingarnas enligt henne "ömsesidigt samtyckta och njutningsfulla möte och maktutbyte". Fantasin om den kvinnliga underkastelsen dominerar inom BDSM-pornografin, vilket filmvetaren Linda Williams ställer emot hur manlig underkastelse – enligt hennes bedömning – är vanligare inom BDSM i verkliga livet.

### Arbetsmiljö
En del ser den här typen av handlingar per definition som övergrepp, andra att det även för den dominerade kan vara del av ett njutningsfullt sex där man på ett utlämnande sätt leker med roller. Vissa hävdar att denna typ av ingång till deltagande i sådana scener är vanlig, och bolaget Kink.com är känt för att erbjuda en arbetsmiljö där skådespelarna kan leva ut olika sexuella fantasier i en trygg miljö.
Inom produktionen av våldspornografi (liksom i BDSM) finns i regel så kallade stoppord, så den som dominerar tydligt märker när den dominerade vill avbryta aktiviteten. Inför inspelningen presenteras en lista på handlingar som skådespelaren kan välja att acceptera eller inte acceptera, vilket i stor utsträckning styr utformningen av scenen. Vissa regissörer har dock satt i system att under själva inspelningen inbjuda till olika slags improvisationer, vilket görs för att öka realismen i handlingarna och våldsmottagarens känslouttryck. Detta kan samtidigt utsätta inte minst de kvinnliga skådespelarna för hälsorisker.
I samband med inspelning av en våldspornografisk scen är skådespelarens "inre förhandling" en faktor att räkna med – på samma sätt som vid hanterandet av alla en individs viktiga beslut eller vardagsproblem. Det innebär att skådespelaren under produktionen av scenen hela tiden behöver känna efter om arbetsvillkoren är acceptabla, och ansträngningen och det eventuella obehaget rimliga i förhållande till den ersättning och andra fördelar som utförandet av scenen medför. En scen som planerats att motsvara iscensättningen av exempelvis en våldtäkt eller förnedring kan i stunden också kännas som detta (jämför våldtäktsfantasi, erotisk förnedring och metodskådespeleri), och i sådana fall finns stoppord som signaler för att avbryta en scen som känns fel. Utan stoppord eller annan stoppsignal förutsätts att scenen kan fortsätta och att obehaget för skådespelaren istället kan hanteras genom en efterföljande eftervård. Motsvarande eftervård kan behövas efter liknande maktutbyte under utövande av BDSM-relaterade handlingar.
I produktionen av våldsinslagen anses det viktigt att göra handgrepp och slag på "rätt" sätt. Exempelvis behöver örfilar träffa mitt på kinden (och inte i närheten av öron eller ögon). I samband med hårdragning är det säkrare och mer bekvämt att hålla närmast hårrötterna och inte långt ut i håret.

### Antytt våld
Ibland påstås att pornografi som sådan – åtminstone majoriteten av heterosexuell mainstreampornografi – är ett kulturfenomen med våld som en integrerad del. Då inkluderas i begreppet våld de maktfantasier som ofta spelas upp i filmerna och historierna.
Pornografins ibland tydliga våld ger sällan allvarliga fysiska skador, men ofta återupprepas scenarion med en eller flera personer (oftast män) som dominerar och en eller flera personer (oftast kvinnor) som domineras. Detta är i linje med idén om den manliga blicken, där kvinnan objektifieras sexuellt för en enligt teorin oftast manlig konsument.

## Historia och spridning

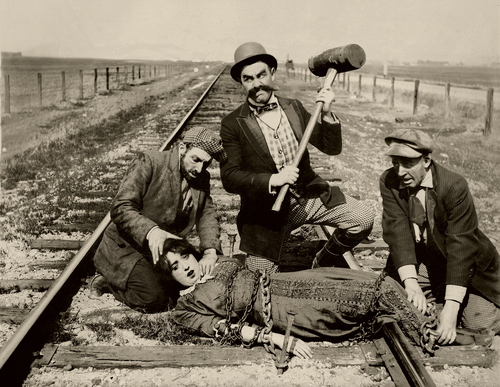
Stumfilmen Barney Oldfield's Race for a Life (1913), med en numera närmast stereotyp situation. Mabel Normand spelar den fastbundna kvinnan.

Våldspornografi har i olika former funnits sedan 1700-talet (i tryck) respektive 1970-talet (på film). Den provokative författaren de Sade etablerade begreppet sadism genom böcker som Justine och De 120 dagarna i Sodom. Spridningen har i regel skett via inofficiella kanaler, eftersom intresset för våldsamma och hänsynslöst utförda sexhandlingar är starkt tabubelagt.
Många filmer och romaner av mainstreamkaraktär, särskilt polis- och detektivhistorier, kan dock innehålla korta avsnitt som rör sig in på våldspornografins område, med Mickey Spillane, Dean Koontz, Eric van Lustbader och Manhattanböckerna som exempel. Inom filmhistorien har utsatta eller dominerade kvinnor ofta använts som ett berättargrepp för att driva berättelsen framåt, och kvinnans utsatthet kan ofta porträtteras på ett sexuellt lockande sätt; se vidare "Dam i nöd". Prisbelönta skådespelerskor som Nicole Kidman och Reese Witherspoon har återkommande medverkat i filmer som kombinerat våld eller utsatthet med erotiska inslag.
Utpräglad våldspornografi är en nisch vid sidan av vanligare pornografiska genrer, och den lockar endast en mindre del av konsumenterna. Våld och aggression kan dock finnas även i andra typer av pornografi, men då som mindre vanliga eller otypiska inslag. Beroende på hur man räknar och vad man bedömer har allt från 2 till 90 procent av den vanligare pornografin förklarats innehålla aggressiva uttryck. En nyare studie på vanlig internetpornografi antydde att 31–43 procent av filmerna innehöll minst ett inslag av sexuell aggression, medan en brittisk studie från 2020 antydde att i snitt var åttonde video på de stora videoplattformarnas startsidor marknadsförde sexuellt våld. Studien som angav 2 procent våld i pornografi räknade bort BDSM-liknande aktiviteter och liknande samtyckta rollspel från våldsdefinitionen.

### Lagstiftning
Ibland anses våldspornografiska skildringar inspirera till våldsbrott. Slutledningen är dock omdiskuterad, och dessa övergrepp kan även kopplas till bristen på förberedande samtal inför heterosexuella samlag.
När pornografin släpptes fri i många länder åren runt 1970 saknades oftast lagar som reglerade mer extrema uttryck. Tendenser att kombinera våld/dominans och sex fanns tidigt även i mjukporrtidningar som Playboy och Penthouse, och ett antal hårdporrtidningar inriktade mot en manlig målgrupp iscensatte regelbundet våldsamma erotiska scener. Först successivt har förbud mot djurpornografi, barnpornografi och skildringar av faktiska övergrepp förbjudits i länder som Sverige. Vissa våldshandlingar eller okonventionella sexuella praktiker har varit eller är förbjudna i olika länder, och exempelvis befinner sig fisting i USA i en juridisk gråzon.

#### Japan och Storbritannien
Förbudet mot att visa könshår avskaffades i Japan i början av 1990-talet, och bilder av könsorgan behöver enligt lagen maskeras. I övrigt finns det få hinder för att visa olika typer av sexuella handlingar – inklusive tydligt våldsamma sådana – så länge inga lagar brutits emot under produktionen av bilderna eller filmerna. I Japan finns en stor marknad för tecknad underhållning, i form av manga och anime. Pornografisk tecknad underhållning från Japan är internationellt känd som hentai, och där finns ett stort utbud av exempelvis vålds- eller barnpornografisk karaktär. Materialet är dock kontroversiellt och föremål för politiskt tryck att reglera eller förbjuda det.
Förbud mot ett antal olika våldsuttryck – samt kvinnlig ejakulation (genom den möjliga kopplingen till urolagni)  – infördes 2014 för brittisk pornografi eller pornografi som salufördes i Storbritannien (enligt Obscene Publications Act). Praktikerna som förbjöds, i ett försök att förtydliga det brittiska samhällets gränsdragning kring pornografiska uttryck, inkluderade följande:
- Våldsam piskning (aggressive whipping)
- Spöslag (caning)
- Ansiktsridning (facesitting)
- Fisting
- Kvinnlig ejakulation
- Penetration med ett föremål associerat med våld
- Fysiska övergrepp och verbala tillmälen (physical or verbal abuse), oavsett om det är efter samtycke eller ej
- Smisk (slag med öppen hand på kroppsdel)
- Stryptag (strangulation)
- Urolagni (water sports)

Förbudet mot kvinnlig ejakulation kritiserades i ljuset av att inget sades angående manlig ejakulation – en basingrediens inom heterosexuell pornografi. 2019 mildrades obscenitetslagarna kring innehav av material med ovanstående, i England och Wales. Den brittiska lagen från 2014 förändrades samtidigt från ett generellt förbud till en bedömning från fall till fall. I oktober samma år lades införandet av en tvingande 18-årsgräns för brittisk konsumtion av pornografi på is på grund av bristen på en fungerande teknisk lösning.

#### Sverige
1989 förbjöds i Sverige skildringar av (sexuellt) våld i bild eller rörlig bild, om spridandet inte kan anses försvarligt. Brottet olaga våldsskildring är ett yttandefrihetsbrott, vilket bland annat innebär att endast Justitiekanslern kan väcka åtal och att skuldfrågan först prövas av en jury.
Lagen har dock använts sparsamt, sedan internetpornografi blivit det dominerande mediet för spridning av pornografi. Nästan all produktion av det som skulle kunna klassas som våldspornografi sker numera utanför Sverige, och mycket lite av detta distribueras i tryckt form.

### Senare års utveckling
På senare år har våldsinslag enligt många blivit vanligare inom den kommersiella pornografin (mainstreamporr), den typ som sedan 1990-talet finns tillgänglig på Internet och under 2010-talet spritts via välbesökta videosajter som Pornhub och XVideos. Kanske är inte den utpräglade våldspornografin relativt sett vanligare idag än på 1970-talet, men den är definitivt mer tillgänglig. Och den anses ha påverkat karaktären hos de vanligare pornografiska genrerna. Ett slumpmässigt urval 2020 av drygt 4 000 videor på just Pornhub och XVideos visade på minst ett våldsinslag i cirka 40 procent av filmerna, och erotiskt smiskande, munkavle, örfil, hårdragning och strupgrepp var då de vanligaste exemplen. I 97 procent av de här fallen var våldet riktat mot kvinnor, resten mot män; män utövade våld mot kvinnor i 76 procent av våldsinslagen. Enligt samma rapport presenterades våldet oftast som en oproblematisk del av berättelsen, utan några negativa konsekvenser. Som jämförelse finns rapporter om att cirka 80 procent av moderna popvideor innehåller någon form av våld och sexuella bilder.
Ett antal olika produktionsbolag inom eller vid sidan av mainstreamporren filmar scener där olika typer av dominans eller våldsamheter förekommer. Under 1990-talet gjorde sig italienske Rocco Siffredi och amerikanske John Stagliano ("Buttman", ägare av bolaget Evil Angel) namn via produktioner där dominans spelade en stor roll. Även stora producentländer som Tyskland, Italien och Frankrike var verksamma inom denna del av porrbranschen.

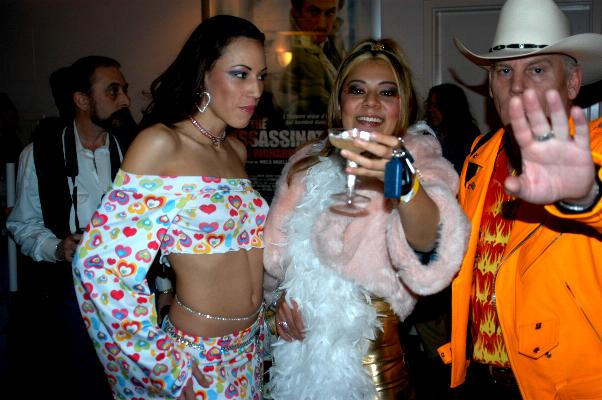
Pornografen Max Hardcore (till höger) gjorde sig på 1990-talet ett namn genom scener med erotisk förnedring och dominans.

Under 1990-talet etablerade sig amerikanen Max Hardcore med en pornografi som samlade ett antal uttryck av våld, erotisk förnedring och dominans i en och samma dramaturgi. Bland annat sminkades aktriserna som små flickor/tonåringar, och filmerna fokuserade på deras kroppsöppningar med ytterligare smink. Hardcores filmer stötte återkommande på problem från amerikanska censurlagar, men material som såldes till Europa kunde vara utan censur av det våldsamma materialet. Senare tillbringade han flera år i fängelse, efter en rättegång där moraliska hänsyn fick stor betydelse. Max Hardcore samarbetade från och till med JM Productions, som under nollnolltalet producerade en hel del liknande filmer – många med Ashley Blue huvudrollen.
Än längre har signaturen Duke Skywalker gått i sin pornografiska verksamhet på bolaget D&E Media, startad strax efter millennieskiftet. Produktionerna har distribuerats via webbplatser som Facialabuse.com, Latinathroats.com och Ghettogaggers.com, namn som i viss mån är självförklarande. Dramaturgin är här mer tydligt inriktad på det kvinnliga ansiktets uttryck. Filmisk användning av rasistiska och sexistiska tillmälen är ymnigt förekommande, liksom aggressioner och olika typer av utstuderat våld. Hans produktioner har kritiserats för att de utsätter skådespelerskorna för fysiska risker och för deras tendens att negligera samtyckesreglerna under vissa delar av inspelningarna. Andra skådespelare har i olika intervjuer gett fler och möjligen mer klargörande inblickar från bolagets produktioner. Den undersökande journalisten Paul Mulholland har efter en flera år lång undersökning av företagets verksamhet uppdagat både manipulativt beteende och åtskilliga exempel på bristfällig arbetsetik.
Bolaget Assylum.com använder en liknande men mindre extrem stil, mer inriktad på BDSM-kulturens bondage och disciplin. Det mest kända BDSM-relaterade bolaget är annars det San Francisco-baserade Kink.com, grundat 1997.
Max Hardcore, Duke Skywalker och Assylum.com har verkat inom det gonzo-influerade "amatörpornografi"-segmentet, inriktat på oetablerade, oftast unga skådespelerskor. I den här dramaturgin försöker man efterlikna reality-TV, för att därigenom minska avståndet mellan sexakten och konsumenten. Denna genre är utgångspunkten för 2015 års uppmärksammade dokumentärfilm Hot Girls Wanted och spelar stor roll i Ninja Thybergs långfilmsdrama Pleasure.
Andra bolag som ägnat sig åt utpräglad våldspornografi är Hookup Hotshot och Hoby Buchanon, den förra med stiliserad dominans i en hookup-kontext som specialitet och distribuerad via Evil Angel. Meanbitches är ett av de större bolagen som koncentrerar sig på femdom – kvinnlig dominans.

### Konsumtion
Den våldsamma pornografin drar även till sig intresse från en hel del kvinnor, och en del statistik kan antyda att kvinnor oftare än män söker efter våldspornografi på Internet. Orsaken till det oväntade intresset är dåligt undersökt, men erfarenheter av övergrepp, lockelsen hos det mest förbjudna och fantasier om att ge sig hän i ansvarslöst sex (där någon annan har ansvaret för aktiviteterna) kan vara delar av förklaringen. Ibland påtalas möjligheten hos den kvinnliga konsumenten att växla identifikation under konsumtionen, från den dominerade kvinnan till den dominerande mannen; hon anammar då den manliga blicken och gör den till sin egen.
I en kanadensisk undersökning med djupintervjuer av porrkonsumenter publicerad 2021 föredrog 66 procent av de kvinnliga respondenterna och 40 procent av de manliga åtminstone något inslag av aggressivt beteende i filmerna; samtidigt förklarade 95 procent av kvinnorna och 97 av männen att de inte uppskattade icke-samtyckt aggression. Aggressivt beteende som tas emot med gillande är vanligare i "mainstreampornografi", medan våldspornografi ofta utmärker sig för mer realistiska och negativa gensvar på utövat våld och tvång.
I ovanstående undersökning menade många av de kvinnliga konsumenterna att deras intresse för genren var olika från gång till annan och ofta beroende på respondenternas humör. Detta stödjer teorin om att våldspornografi inte nödvändigtvis behöver locka vissa personlighetstyper utan kan bero på situationen. Många av de kvinnliga konsumenterna upplevde efter konsumerandet skuldkänslor, något som i undersökningsanalysen kan vara kopplat till konflikten mellan personligt intresse och sociala förväntningar. I regel insisterade dessa kvinnliga konsumenter på att de själva inte ville bli behandlade på samma sätt i sängen, vilket antyder att de inser skillnaden mellan fantasi och verklighet, mellan onanistisk praktik och samlag.
Konsumtion av pornografi (med eller utan våldsinslag) kan, enligt vissa studier, leda till sexuellt aggressivt beteende, ett problem som studerats sedan 1970-talet. En metastudie bland 22 studier i sju olika länder, genomförd 2015, antydde kopplingar till både fysisk och verbal sexuell aggression. Kopplingarna var starkare i det senare fallet, och våldsinslag i den konsumerade pornografin kan ha en förstärkande effekt. Senare undersökningar har dock lett till andra resultat, och i den Kanada-baserade studien 2021 (se ovan) hade majoriteten av våldsporrkonsumenterna inget intresse av att pröva handlingarna i sitt eget sexliv. En finsk undersökning 2022 gav liknande resultat och jämförde med hur många heterosexuella kvinnor blir upphetsade av lesbisk pornografi, det vill säga handlingar som de inte lockas av att utföra i verkliga livet. Många av respondenterna markerade också sitt fantasibaserade intresse för handlingarna som en tydlig kontrast mot sina egna feministiska och jämställda övertygelser.
Germaine Greer anser att intresset kan vara kopplat till kvinnors rädsla för att bli utsatta för verkligt våld. Hon menar att detta bidrar till ett intresse för beskrivningar av våld mot kvinnor – i olika medier och genrer – i mer eller mindre fiktiv form.
Möjligheten till pornografisk konsumtion bland minderåriga är kontroversiell och i många länder olaglig. Genom den unga människans mer outvecklade hjärna, färre sexuella erfarenheter och bristen på andra sexuella bilder kan pornografin ibland bli betraktad som en handbok och inte som den fantasi den för det mesta är. Popikonen Billie Eilish avslöjade 2021, via låttexter på albumet Happier Than Ever och i en intervju hos Howard Stern, hur hennes tidiga konsumtion av våldsam pornografi påverkat henne negativt.

## Debatt och kritik

### Bakgrund
Våld inom pornografi är ett högst kontroversiellt fenomen. Det är en form av underhållningsvåld och därmed inblandat i debatter omkring medievåld och dess förråande potential på mellanmänskliga relationer. Själv ämnet uppfattas ofta som obehagligt, genom dess kopplingar till våld och ojämlika relationer. Detta har lett till att det mesta av debatten kring våldspornografi närmast per definition haft en negativ utgångspunkt.
Från radikalfeministiskt håll ses pornografisk film både som filmad prostitution och som övergrepp på kvinnor (i de fall kvinnor deltar i scenerna). Våldspornografi, där våldet oftast riktas mot kvinnor, ses då som ett tydligt tecken på mäns överordning och som ett av patriarkatets mest destruktiva uttryck. Begreppet kan även kopplas till en mer allmän längtan hos individen, en dödsdrift som här får potentiellt destruktiva konsekvenser. Människans grundläggande behov av närhet och acceptans förklarades 1905 i Hjalmar Söderbergs Doktor Glas (påverkad av Friedrich Nietzsches existentialism) som:
| ”                                       | Man vill bli älskad, i brist därpå beundrad, i brist därpå fruktad, i brist därpå avskydd och föraktad. Man vill ingiva människorna någon slags känsla. Själen ryser för tomrummet och vill kontakt till vad pris som helst. | „ |
| – Hjalmar Söderberg, Doktor Glas (1905) | |   |

### Konsumtionen
Att våldet eller dominansen i pornografin ofta resulterar i uppskattning eller åtminstone acceptans gör att våldspornografi skiljer sig från underhållningsvåld i actionfilm. I actionfilm får olagligheter för det mesta negativa konsekvenser för utövaren, medan det pornografiska våldet är ett utlevande av konsumentens mer eller mindre sadistiska eller dominansrelaterade fantasier. Våld i pornografi kan därför vara normerande, åtminstone för personer som saknar annan erfarenhet av intima relationer och insikt om den fiktiva karaktären hos berättelsen. Bristen på öppna samtal mellan föräldrar och barn/ungdomar i ämnet kan förstärka normeringen.
Den ökade tillgången på våldsbemängd pornografi på Internet tros av ungdomsorganisationer och utbildningsväsendet kunna ge oerfarna ungdomar en skev bild av sexuell samvaro och betydelsen av respekt och samtycke. Vissa undersökningar antyder att många tonåringar både är konsumenter av pornografi och är villiga att testa olika handlingar därifrån – inklusive mer våldsamma inslag – i sina egna relationer. Denna oro fick Sveriges regering att besluta om att integrera information om pornografi i skolans uppdaterade läroplan i ämnet Sexualitet, samtycke och relationer, från och med höstterminen 2022.
Samtidigt menar andra att ungdomar har en konservativ syn på sexuell samvaro och i allmänhet har en god uppfattning om skillnaden mellan underhållningsvåld – inklusive den i sexuella sammanhang – och verkligheten. Endast högkonsumenter av porr anses då ha ökad risk för att påverkas negativt i sitt beteende. Under 2010-talet har BDSM-kulturen gjorts mer synlig i samhället, bland annat via den bästsäljande bokserien Femtio nyanser och den relaterade filmen Fifty Shades of Grey. Undersökningar har visat att rollspel, med eller utan våldsinslag, är en stor del av många människors sexuella repertoar, och 2010 avskaffades i Sverige sjukdomsklassningen av BDSM-relaterade intressen. Sexuella fantasier omkring dominans och underkastelse är mycket vanliga både bland kvinnor och män, även om ämnet i regel ses som tabu och svårt att tala öppet om. Utlevandet av våldsamma fantasier, där våldspornografi kan ge konkret inspiration, ses ofta som mer intensivt, och i ett tryggt sammanhang med samtycke och fasta regler kan utbytet vara mer positivt än negativt.
| Linda Lovelace och Felicity Feline har vittnat om sina erfarenheter. |  | Linda Lovelace och Felicity Feline har vittnat om sina erfarenheter. |
| Linda Lovelace och Felicity Feline har vittnat om sina erfarenheter. |  |                                                                      |

### Produktionen
Porrskådespelare har berättat om vitt skilda erfarenheter i samband med inspelning av pornografi med våldsinslag. Felicity Feline valde i mitten av 2010-talet att medverka i den här typen av filminspelningar, eftersom hon ville utforska sin sexualitet och testa sina egna gränser. Senare har hon ifrågasatt åtminstone viss produktion av våldspornografi och lyft fram behovet av att vara "hårdhudad", för att mentalt klara av de här inspelningarna och undvika psykiskt trauma. Charlotte Sartre (född i Kalifornien 1994) har sedan 2015 gjort den här genren till sin egen, och hon har fortsatt att testa olika våldsamma uttryck i produktioner för olika bolag. En annan skådespelare som villigt utforskar sin undergivna sida i porrfilmsproduktioner är Rebel Rhyder, som enligt uppgift ofta själv skriver manus till scenerna och har sin make som huvudsaklig kameraman. För Cherie Deville är scener med hårt sex en del av hennes sexuella repertoar, medan Casey Calvert sagt sig ha en särskilt intresse för att uppleva smärta under sex. Sasha Grey, Adriana Chechik och Ashley Blue gjorde/gör aggression i scenerna – deras egen och andras – till delar av deras varumärke.
En av 2010-talets mer produktiva amerikanska skådespelare inom våldspornografi är Violet Monroe, som i intervjuer förklarat sin tydligt undergivna och masochistiska sexualitet, och hur hon kan utnyttja denna i scenerna framför kameran. Samma personliga experimentlusta har Rocky Emerson (debut i branschen 2017) talat om i ett antal intervjuer, där hon sagt att hennes erfarenhet från BDSM-miljöer gjort att hon haft lättare att respektera sina egna gränser under inspelningar. Linda Lovelace, som 1972 bidrog till att popularisera "deep throat"-fellatio via filmen Långt ner i halsen, har senare förklarat att hon manipulerats till att delta i sexuellt förödmjukande scener. Hennes utsagor i olika böcker har dock växlat och lett till ifrågasättanden.
Ett antal manliga skådespelare har gjort sig ett namn via dominanta eller aggressiva stilar. Detta inkluderar Rocco Siffredi, James Deen, Max Hardcore, Rico Strong och Bruce Dickemz. Flera av dem har varit i klammeri med rättvisan, baserat på övergrepp eller anklagelser om övergrepp.

### Perspektiv och blickar
Vissa menar att det går att kombinera en feministisk medvetenhet med konsumtion av mainstreampornografi (med dess ibland våldsamma och ofta ojämlika könsroller). En del kvinnliga porrkonsumenter har förklarat att de i sin konsumtion kan växla mellan att identifiera sig med "kvinnan" och med "mannen", vilket kunde ge en samtidig identifikation (enligt radikalfeministisk teori snarast som identifikation med förövaren) som både objekt och subjekt. Denna ickenormativa tolkning av något starkt normativt skulle kunna innebära att en kvinna kan anamma den manliga blicken i sin mediekonsumtion, utan att på samma gång behöva avsvära sig sin frihet som individ.
På den andra änden av spektrum finns kvinnor som i sin vardag utforskar den kvinnliga blicken, men i en patriarkal verklighet.